# 红树林短杆菌属
红树林短杆菌属（学名：Mangrovitalea）是交替单胞菌科的一属。

## 下属物种
本属包括以下物种：
- 沉积物红树林短杆菌 Mangrovitalea sediminis Liao et al. 2017[2]